# Spartakas Kaunas
El Spartakas Kaunas fue un equipo de fútbol de Lituania que jugó en la Liga Soviética de Lituania, la primera división de la RSS de Lituania.

## Historia
Fue fundado en el año 1941 en la ciudad de Kaunas, teniendo en ese año participación en la A Lyga, temporada que no terminó a causa de la Segunda Guerra Mundial.
El club se mantuvo inactivo hasta que en 1945 fue uno de los equipos fundadores de la Liga Soviética de Lituania luego de la anexión de Lituania a la Unión Soviética luego de finalizada la Segunda Guerra Mundial, siendo el primer campeón de la recién creada liga.
En la siguiente temporada no pudo revalidar el título y terminó subcampeón, iniciando una baja de nivel que lo llevó al descenso en 1950, regresando a la primera división siete años después para descender tras solo una temporada y desaparece en 1960.

## Palmarés
- Liga Soviética de Lituania: 1

1945

## Jugadores

### Jugadores destacados
| - Jonas Babinskas (1945) - Vladas Choniavka (1945) - Vladas Dzindziliauskas (1945) - Dizmondas Ilgūnas (1945) - Zenonas Jankauskas (1947) | - Vytautas Javorskis (1945) - Henrikas Kersnauskas (1945) - Stasys Penkauskas (1945) - Petras Škėlovas (1947) |